# Acontia gonellana
Acontia gonellana là một loài bướm đêm trong họ Noctuidae.